# رونالد ونايت
رونالد ونايت (12 مايو 1913 - 1991)  (بالإنجليزية: Ronald Knight)‏ هو لاعب كريكت بريطاني (وحمل سابقاً جنسية المملكة المتحدة لبريطانيا العظمى وأيرلندا).